# 2017年拉斐爾·納達爾網球賽季
2017年拉斐爾·納達爾網球賽季，記錄西班牙網球運動員拉斐爾·納達爾在2017年賽季的重要賽事及其表現。
2017是蠻牛大復活的一年，揮別前兩年的低潮，拿下包括法國網球公開賽跟美國網球公開賽冠軍在內的五座ATP單打賽事冠軍，也在八月登上睽違三年的球王寶座，上演了一場網壇的鹹魚大翻身。
蠻牛在澳洲公開賽一路過關斬將，但在決賽遇到了過去同為天王的第17種子費德勒。經過3小時45分鐘的5盤激戰後，蠻牛以4–6、6–3、1–6、6–3、3–6，成為瑞士特快車第18座大滿貫金杯的最佳陪襯。
儘管在澳洲留下遺憾，但來到納達爾最擅長的紅土場地，蠻牛重現紅土之王的主宰能力，除了在七度稱霸的羅馬被奧地利新星多米尼克·蒂姆擋在準決賽大門外，其他比賽都捧起冠軍金杯，當中又以直落三解決斯坦·瓦林卡的法網第十冠最難得可貴，睽違三年再度奪得大滿貫冠軍，上演了一場網壇的浴火重生，成為史上單一大滿貫最多冠軍的選手。
然而到了溫布頓錦標賽的16強賽，納達爾竟然發生在賽前熱身不小心撞到頭的意外。第四輪，雖然身體並無大礙，蠻牛的戰況卻是格外艱辛，在惡戰4小時47分鐘後，遭盧森堡老將吉爾·穆勒以3：6、4：6、6：3、6：4、13：15淘汰。 
來到了北美的硬地賽季雖然在美網前的比賽早早出局，但來到美國公開賽，納達爾擦亮球王稱號，決賽對決凱文·安德森 以直落三勝出奪下睽違四年的美網冠軍，也是生涯第三座美網冠軍，同時也是個人第16座大滿貫冠軍。 
來到亞洲賽季隨即拿下中網冠軍，但之後的上海雖然闖入決賽但因膝傷輸給了老對手費德勒屈居亞軍，宣布賽季結束